# Volodymyr Bezsonov
Volodymyr Vasyl'ovyč Bezsonov (in ucraino Володимир Васильович Безсонов?; in russo Владимир Васильевич Бессонов?, Vladimir Vasil'evič Bessonov; Charkiv, 5 marzo 1958) è un allenatore di calcio ed ex calciatore sovietico, dal 1991 ucraino, di ruolo difensore.
Dopo un solo anno a Charkiv, la Dinamo Kiev di Lobanovs'kyj decide di acquistare Bezsonov. Diviene una pedina cardine di Lobanovs'kyj che lo schiera titolare sia nel club di Kiev sia nella Nazionale sovietica, dove gioca 79 incontri, 3 Mondiali (1982, 1986 e 1990), ottiene un bronzo ai giochi olimpici del 1980 e arriva in finale all'Europeo 1988, il tutto dopo aver vinto un oro ai Mondiali Under-20 del 1977, dov'è votato miglior giocatore del torneo, divenendo uno dei simboli della Nazionale sovietica.
Votato miglior calciatore dell'anno in Ucraina nel 1989, a Kiev conquista 14 titoli nazionali e la Coppa delle Coppe 1985-1986, prima di andare in Israele nel 1990, dove coglie altri due titoli nazionali prima di ritirarsi. Da allenatore, ha guidato Arsenal Kiev, Turkmenistan, Zorja, Charkiv ed è stato tecnico del Dnipro Dnipropetrovs'k fino dal 2008 al 2010.

## Biografia
Sua figlia Hanna, avuta con Viktorija Serich, ex ginnasta campionessa del mondo, è anch'ella una campionessa di ginnastica ritmica.

## Caratteristiche tecniche
Terzino destro, spesso con compiti di marcatura, nonostante il ruolo di terzino, negli ultimi anni di carriera è andato diverse volte a segno. Preparato anche dal punto di vista fisico, Valerij Lobanovs'kyj l'ha provato anche come centrocampista senza troppo successo.

## Carriera

### Giocatore

#### Club
Ha giocato nella prima divisione sovietica ed in quella israeliana.

#### Nazionale
Durante l'Europeo del 1988 subisce uno stiramento alla gamba destra, saltando sia gli allenamenti che le partite del torneo dopo l'infortunio, avvenuto il 25 giugno.

## Statistiche

### Cronologia presenze e reti in nazionale
| Cronologia completa delle presenze e delle reti in nazionale ― Unione Sovietica | Cronologia completa delle presenze e delle reti in nazionale ― Unione Sovietica | Cronologia completa delle presenze e delle reti in nazionale ― Unione Sovietica | Cronologia completa delle presenze e delle reti in nazionale ― Unione Sovietica | Cronologia completa delle presenze e delle reti in nazionale ― Unione Sovietica | Cronologia completa delle presenze e delle reti in nazionale ― Unione Sovietica | Cronologia completa delle presenze e delle reti in nazionale ― Unione Sovietica | Cronologia completa delle presenze e delle reti in nazionale ― Unione Sovietica |
| Data                                                                            | Città                                                                           | In casa                                                                         | Risultato                                                                       | Ospiti                                                                          | Competizione                                                                    | Reti                                                                            | Note                                                                            |
| ------------------------------------------------------------------------------- | ------------------------------------------------------------------------------- | ------------------------------------------------------------------------------- | ------------------------------------------------------------------------------- | ------------------------------------------------------------------------------- | ------------------------------------------------------------------------------- | ------------------------------------------------------------------------------- | ------------------------------------------------------------------------------- |
| 28-7-1977                                                                       | Gelsenkirchen                                                                   | Germania Ovest                                                                  | 2 – 1                                                                           | Unione Sovietica                                                                | Amichevole                                                                      | -                                                                               | 70’                                                                             |
| 7-9-1977                                                                        | Volgograd                                                                       | Unione Sovietica                                                                | 4 – 1                                                                           | Polonia                                                                         | Amichevole                                                                      | -                                                                               | 68’                                                                             |
| 5-10-1977                                                                       | Rotterdam                                                                       | Paesi Bassi                                                                     | 0 – 0                                                                           | Unione Sovietica                                                                | Amichevole                                                                      | -                                                                               |                                                                                 |
| 8-10-1977                                                                       | Parigi                                                                          | Francia                                                                         | 0 – 0                                                                           | Unione Sovietica                                                                | Amichevole                                                                      | -                                                                               | 62’                                                                             |
| 26-2-1978                                                                       | Marrakech                                                                       | Marocco                                                                         | 2 – 3                                                                           | Unione Sovietica                                                                | Amichevole                                                                      | -                                                                               | 70’                                                                             |
| 5-4-1978                                                                        | Erevan                                                                          | Unione Sovietica                                                                | 10 – 2                                                                          | Finlandia                                                                       | Amichevole                                                                      | -                                                                               |                                                                                 |
| 14-5-1978                                                                       | Bucarest                                                                        | Romania                                                                         | 0 – 1                                                                           | Unione Sovietica                                                                | Amichevole                                                                      | -                                                                               |                                                                                 |
| 6-9-1978                                                                        | Teheran                                                                         | Iran                                                                            | 0 – 1                                                                           | Unione Sovietica                                                                | Amichevole                                                                      | -                                                                               |                                                                                 |
| 20-9-1978                                                                       | Leningrado                                                                      | Unione Sovietica                                                                | 2 – 0                                                                           | Grecia                                                                          | Qual. Euro 1980                                                                 | 1                                                                               |                                                                                 |
| 5-10-1978                                                                       | Ankara                                                                          | Turchia                                                                         | 0 – 2                                                                           | Unione Sovietica                                                                | Amichevole                                                                      | 1                                                                               |                                                                                 |
| 11-10-1978                                                                      | Budapest                                                                        | Ungheria                                                                        | 2 – 0                                                                           | Unione Sovietica                                                                | Qual. Euro 1980                                                                 | -                                                                               | 20’                                                                             |
| 19-11-1978                                                                      | Tokyo                                                                           | Giappone                                                                        | 1 – 4                                                                           | Unione Sovietica                                                                | Amichevole                                                                      | -                                                                               |                                                                                 |
| 23-11-1978                                                                      | Tokyo                                                                           | Giappone                                                                        | 1 – 4                                                                           | Unione Sovietica                                                                | Amichevole                                                                      | -                                                                               |                                                                                 |
| 26-11-1978                                                                      | Osaka                                                                           | Giappone                                                                        | 0 – 3                                                                           | Unione Sovietica                                                                | Amichevole                                                                      | 1                                                                               | 46’                                                                             |
| 28-3-1979                                                                       | Sinferopoli                                                                     | Unione Sovietica                                                                | 3 – 1                                                                           | Bulgaria                                                                        | Amichevole                                                                      | -                                                                               | 34’                                                                             |
| 19-4-1979                                                                       | Tbilisi                                                                         | Unione Sovietica                                                                | 2 – 0                                                                           | Svezia                                                                          | Amichevole                                                                      | -                                                                               | 75’                                                                             |
| 27-6-1979                                                                       | Copenaghen                                                                      | Danimarca                                                                       | 1 – 2                                                                           | Unione Sovietica                                                                | Amichevole                                                                      | -                                                                               |                                                                                 |
| 4-7-1979                                                                        | Helsinki                                                                        | Finlandia                                                                       | 1 – 1                                                                           | Unione Sovietica                                                                | Qual. Mondiali 1982                                                             | -                                                                               |                                                                                 |
| 31-10-1979                                                                      | Mosca                                                                           | Unione Sovietica                                                                | 2 – 2                                                                           | Finlandia                                                                       | Qual. Mondiali 1982                                                             | -                                                                               | 65’                                                                             |
| 26-3-1980                                                                       | Sofia                                                                           | Bulgaria                                                                        | 1 – 3                                                                           | Unione Sovietica                                                                | Amichevole                                                                      | -                                                                               |                                                                                 |
| 29-4-1980                                                                       | Malmö                                                                           | Svezia                                                                          | 1 – 5                                                                           | Unione Sovietica                                                                | Amichevole                                                                      | -                                                                               |                                                                                 |
| 23-5-1980                                                                       | Mosca                                                                           | Unione Sovietica                                                                | 1 – 0                                                                           | Francia                                                                         | Amichevole                                                                      | -                                                                               |                                                                                 |
| 15-6-1980                                                                       | Rio de Janeiro                                                                  | Brasile                                                                         | 1 – 2                                                                           | Unione Sovietica                                                                | Amichevole                                                                      | -                                                                               |                                                                                 |
| 12-7-1980                                                                       | Mosca                                                                           | Unione Sovietica                                                                | 2 – 0                                                                           | Danimarca                                                                       | Amichevole                                                                      | -                                                                               |                                                                                 |
| 27-8-1980                                                                       | Budapest                                                                        | Ungheria                                                                        | 1 – 4                                                                           | Unione Sovietica                                                                | Amichevole                                                                      | -                                                                               |                                                                                 |
| 3-9-1980                                                                        | Reykjavík                                                                       | Islanda                                                                         | 1 – 2                                                                           | Unione Sovietica                                                                | Qual. Mondiali 1982                                                             | -                                                                               |                                                                                 |
| 15-10-1980                                                                      | Mosca                                                                           | Unione Sovietica                                                                | 5 – 0                                                                           | Islanda                                                                         | Qual. Mondiali 1982                                                             | 1                                                                               |                                                                                 |
| 30-5-1981                                                                       | Wrexham                                                                         | Galles                                                                          | 0 – 0                                                                           | Unione Sovietica                                                                | Amichevole                                                                      | -                                                                               |                                                                                 |
| 23-9-1981                                                                       | Mosca                                                                           | Unione Sovietica                                                                | 4 – 0                                                                           | Turchia                                                                         | Qual. Mondiali 1982                                                             | -                                                                               |                                                                                 |
| 7-10-1981                                                                       | Smirne                                                                          | Turchia                                                                         | 0 – 3                                                                           | Unione Sovietica                                                                | Qual. Mondiali 1982                                                             | -                                                                               |                                                                                 |
| 28-10-1981                                                                      | Tbilisi                                                                         | Unione Sovietica                                                                | 2 – 0                                                                           | Cecoslovacchia                                                                  | Qual. Mondiali 1982                                                             | -                                                                               | 34’                                                                             |
| 3-6-1982                                                                        | Stoccolma                                                                       | Svezia                                                                          | 0 – 1                                                                           | Unione Sovietica                                                                | Amichevole                                                                      | -                                                                               |                                                                                 |
| 14-6-1982                                                                       | Siviglia                                                                        | Brasile                                                                         | 2 – 1                                                                           | Unione Sovietica                                                                | Mondiali 1982 - 1º turno                                                        | -                                                                               |                                                                                 |
| 19-6-1982                                                                       | Malaga                                                                          | Unione Sovietica                                                                | 3 – 0                                                                           | Nuova Zelanda                                                                   | Mondiali 1982 - 1º turno                                                        | -                                                                               |                                                                                 |
| 22-6-1982                                                                       | Malaga                                                                          | Scozia                                                                          | 2 – 2                                                                           | Unione Sovietica                                                                | Mondiali 1982 - 1º turno                                                        | -                                                                               |                                                                                 |
| 1-7-1982                                                                        | Barcellona                                                                      | Belgio                                                                          | 0 – 1                                                                           | Unione Sovietica                                                                | Mondiali 1982 - 2º turno                                                        | -                                                                               | 75’                                                                             |
| 4-7-1982                                                                        | Barcellona                                                                      | Unione Sovietica                                                                | 0 – 0                                                                           | Polonia                                                                         | Mondiali 1982 - 2º turno                                                        | -                                                                               |                                                                                 |
| 13-10-1982                                                                      | Mosca                                                                           | Unione Sovietica                                                                | 2 – 0                                                                           | Finlandia                                                                       | Qual. Euro 1984                                                                 | -                                                                               |                                                                                 |
| 23-3-1983                                                                       | Parigi                                                                          | Francia                                                                         | 1 – 1                                                                           | Unione Sovietica                                                                | Amichevole                                                                      | -                                                                               | cap.                                                                            |
| 13-4-1983                                                                       | Losanna                                                                         | Svizzera                                                                        | 0 – 1                                                                           | Unione Sovietica                                                                | Amichevole                                                                      | -                                                                               |                                                                                 |
| 27-4-1983                                                                       | Mosca                                                                           | Unione Sovietica                                                                | 5 – 0                                                                           | Portogallo                                                                      | Qual. Euro 1984                                                                 | -                                                                               |                                                                                 |
| 17-5-1983                                                                       | Vienna                                                                          | Austria                                                                         | 2 – 2                                                                           | Unione Sovietica                                                                | Amichevole                                                                      | -                                                                               | 57’                                                                             |
| 22-5-1983                                                                       | Chorzów                                                                         | Polonia                                                                         | 1 – 1                                                                           | Unione Sovietica                                                                | Qual. Euro 1984                                                                 | -                                                                               |                                                                                 |
| 15-5-1984                                                                       | Kouvola                                                                         | Finlandia                                                                       | 1 – 3                                                                           | Unione Sovietica                                                                | Amichevole                                                                      | -                                                                               |                                                                                 |
| 19-8-1984                                                                       | Leningrado                                                                      | Unione Sovietica                                                                | 3 – 0                                                                           | Messico                                                                         | Amichevole                                                                      | -                                                                               | 70’                                                                             |
| 12-9-1984                                                                       | Dublino                                                                         | Irlanda                                                                         | 1 – 0                                                                           | Unione Sovietica                                                                | Qual. Mondiali 1986                                                             | -                                                                               | 35’                                                                             |
| 16-10-1985                                                                      | Mosca                                                                           | Unione Sovietica                                                                | 2 – 0                                                                           | Irlanda                                                                         | Qual. Mondiali 1986                                                             | -                                                                               | 84’                                                                             |
| 30-10-1985                                                                      | Mosca                                                                           | Unione Sovietica                                                                | 1 – 0                                                                           | Norvegia                                                                        | Qual. Mondiali 1986                                                             | -                                                                               | 46’                                                                             |
| 22-1-1986                                                                       | Las Palmas                                                                      | Spagna                                                                          | 2 – 0                                                                           | Unione Sovietica                                                                | Amichevole                                                                      | -                                                                               |                                                                                 |
| 19-2-1986                                                                       | Città del Messico                                                               | Messico                                                                         | 1 – 0                                                                           | Unione Sovietica                                                                | Amichevole                                                                      | -                                                                               |                                                                                 |
| 26-3-1986                                                                       | Tbilisi                                                                         | Unione Sovietica                                                                | 0 – 1                                                                           | Inghilterra                                                                     | Amichevole                                                                      | -                                                                               | 57’                                                                             |
| 23-4-1986                                                                       | Timișoara                                                                       | Romania                                                                         | 2 – 1                                                                           | Unione Sovietica                                                                | Amichevole                                                                      | -                                                                               | 58’                                                                             |
| 7-5-1986                                                                        | Mosca                                                                           | Unione Sovietica                                                                | 0 – 0                                                                           | Finlandia                                                                       | Amichevole                                                                      | -                                                                               |                                                                                 |
| 2-6-1986                                                                        | Irapuato                                                                        | Unione Sovietica                                                                | 6 – 0                                                                           | Ungheria                                                                        | Mondiali 1986 - 1º turno                                                        | -                                                                               |                                                                                 |
| 5-6-1986                                                                        | León                                                                            | Francia                                                                         | 1 – 1                                                                           | Unione Sovietica                                                                | Mondiali 1986 - 1º turno                                                        | -                                                                               |                                                                                 |
| 15-6-1986                                                                       | León                                                                            | Unione Sovietica                                                                | 3 – 4 dts                                                                       | Belgio                                                                          | Mondiali 1986 - Ottavi di finale                                                | -                                                                               |                                                                                 |
| 24-9-1986                                                                       | Reykjavík                                                                       | Islanda                                                                         | 1 – 1                                                                           | Unione Sovietica                                                                | Qual. Euro 1988                                                                 | -                                                                               | 36’                                                                             |
| 11-10-1986                                                                      | Parigi                                                                          | Francia                                                                         | 0 – 2                                                                           | Unione Sovietica                                                                | Qual. Euro 1988                                                                 | -                                                                               | 31’                                                                             |
| 29-10-1986                                                                      | Sinferopoli                                                                     | Unione Sovietica                                                                | 4 – 0                                                                           | Norvegia                                                                        | Qual. Euro 1988                                                                 | -                                                                               |                                                                                 |
| 29-4-1987                                                                       | Kiev                                                                            | Unione Sovietica                                                                | 2 – 0                                                                           | Germania Est                                                                    | Qual. Euro 1988                                                                 | -                                                                               |                                                                                 |
| 23-9-1987                                                                       | Mosca                                                                           | Unione Sovietica                                                                | 3 – 0                                                                           | Grecia                                                                          | Amichevole                                                                      | -                                                                               |                                                                                 |
| 10-10-1987                                                                      | Berlino Est                                                                     | Germania Est                                                                    | 1 – 1                                                                           | Unione Sovietica                                                                | Qual. Euro 1988                                                                 | -                                                                               |                                                                                 |
| 28-10-1987                                                                      | Sinferopoli                                                                     | Unione Sovietica                                                                | 2 – 0                                                                           | Islanda                                                                         | Amichevole                                                                      | -                                                                               |                                                                                 |
| 20-2-1988                                                                       | Bari                                                                            | Italia                                                                          | 4 – 1                                                                           | Unione Sovietica                                                                | Amichevole                                                                      | -                                                                               |                                                                                 |
| 31-3-1988                                                                       | Berlino Ovest                                                                   | Argentina                                                                       | 2 – 4                                                                           | Unione Sovietica                                                                | Amichevole                                                                      | -                                                                               |                                                                                 |
| 27-4-1988                                                                       | Trnava                                                                          | Cecoslovacchia                                                                  | 1 – 1                                                                           | Unione Sovietica                                                                | Amichevole                                                                      | -                                                                               | 46’                                                                             |
| 1-6-1988                                                                        | Mosca                                                                           | Unione Sovietica                                                                | 2 – 1                                                                           | Polonia                                                                         | Amichevole                                                                      | -                                                                               | 46’                                                                             |
| 12-6-1988                                                                       | Colonia                                                                         | Unione Sovietica                                                                | 1 – 0                                                                           | Paesi Bassi                                                                     | Euro 1988 - 1º turno                                                            | -                                                                               |                                                                                 |
| 18-6-1988                                                                       | Francoforte sul Meno                                                            | Inghilterra                                                                     | 1 – 3                                                                           | Unione Sovietica                                                                | Euro 1988 - 1º turno                                                            | -                                                                               |                                                                                 |
| 22-6-1988                                                                       | Stoccarda                                                                       | Unione Sovietica                                                                | 2 – 0                                                                           | Italia                                                                          | Euro 1988 - Semifinale                                                          | -                                                                               | 32’ 35’                                                                         |
| 17-8-1988                                                                       | Turku                                                                           | Finlandia                                                                       | 0 – 0                                                                           | Unione Sovietica                                                                | Amichevole                                                                      | -                                                                               |                                                                                 |
| 31-8-1988                                                                       | Reykjavík                                                                       | Islanda                                                                         | 1 – 1                                                                           | Unione Sovietica                                                                | Qual. Mondiali 1990                                                             | -                                                                               | 55’ 60’                                                                         |
| 31-5-1989                                                                       | Mosca                                                                           | Unione Sovietica                                                                | 1 – 1                                                                           | Islanda                                                                         | Qual. Mondiali 1990                                                             | -                                                                               | 83’                                                                             |
| 6-9-1989                                                                        | Vienna                                                                          | Austria                                                                         | 0 – 0                                                                           | Unione Sovietica                                                                | Qual. Mondiali 1990                                                             | -                                                                               |                                                                                 |
| 8-10-1989                                                                       | Karl-Marx-Stadt                                                                 | Germania Est                                                                    | 2 – 1                                                                           | Unione Sovietica                                                                | Qual. Mondiali 1990                                                             | -                                                                               | Ammonizione                                                                     |
| 20-2-1990                                                                       | Los Angeles                                                                     | Colombia                                                                        | 0 – 0 dts (4 – 2 dtr)                                                           | Unione Sovietica                                                                | Amichevole                                                                      | -                                                                               | 46’                                                                             |
| 24-2-1990                                                                       | Palo Alto                                                                       | Stati Uniti                                                                     | 1 – 3                                                                           | Unione Sovietica                                                                | Amichevole                                                                      | 1                                                                               | Ammonizione                                                                     |
| 9-6-1990                                                                        | Bari                                                                            | Romania                                                                         | 2 – 0                                                                           | Unione Sovietica                                                                | Mondiali 1990 - 1º turno                                                        | -                                                                               |                                                                                 |
| 13-6-1990                                                                       | Napoli                                                                          | Argentina                                                                       | 2 – 0                                                                           | Unione Sovietica                                                                | Mondiali 1990 - 1º turno                                                        | -                                                                               | 48’                                                                             |
| Totale                                                                          |                                                                                 | Presenze                                                                        | 79                                                                              |                                                                                 | Reti                                                                            | 4                                                                               |                                                                                 |

## Palmarès

### Giocatore

#### Club

##### Competizioni nazionali
- Campionato sovietico: 6

Dinamo Kiev: 1977, 1980, 1981, 1985, 1986, 1990
- Coppa dell'URSS: 5

Dinamo Kiev: 1978, 1982, 1985, 1987, 1990
- Supercoppa dell'Unione Sovietica: 3

Dinamo Kiev: 1980, 1985, 1986
- Campionato israeliano: 1

Maccabi Haifa: 1990-1991
- Coppa di Israele: 1

Maccabi Haifa: 1990-1991

##### Competizioni internazionali
- Coppa delle Coppe: 1

Dinamo Kiev: 1985-1986

#### Nazionale
- Campionato mondiale Under-20: 1

Tunisia 1977
- Bronzo olimpico: 1

Mosca 1980

#### Individuale
- Pallone d'oro del campionato del mondo Under-20: 1

Tunisia 1977
- Calciatore ucraino dell'anno: 1

1989